# Sarane Alexandrian
Sarane Alexandrian, född 15 juni 1927 i Bagdad, död 11 september 2009 i Ivry-sur-Seine, var en fransk essäist, romanförfattare, konstvetare och litteraturkritiker som hörde till den surrealistiska rörelsens andra generation.

## Liv och verksamhet
Sarane Alexandrians mor var från Frankrike och fadern var av armeniskt ursprung, i tjänst som sjukhustandläkare hos Faisal I av Irak. Som följd av en längre tids sjukdom, skickades Sarane sex år gammal till sin mormor i Paris. Vid krigsutbrottet 1939 flyttade han ifrån huvudstaden med sin mormor till det lilla samhället Peyrat-le-Château, i närheten av Limoges. Runt om i trakterna av Limousin sägs han ha varit delaktig i motståndsrörelsen, i 16-årsåldern. Vid samma tid blev han invigd i dadaism av Raoul Hausmann som slog sig ner i Limoges 1944. Tillsammans med bland andra den tjeckiske exilpoeten Jindřich Heisler startade Sarane Alexandrian som 20-åring den surrealistiska tidskriften Néon i Paris. Han debuterade 1954 med en essäbok om bildkonstnären Victor Brauner (1903–1966) som också hörde till Néons redaktion 1948-49. Sarane Alexandrian fortsatte genom åren att utge ett stort antal essäböcker om litteratur, konst, ockult filosofi, erotik med mera. Som romanförfattare debuterade han 1960 med L’Homme des lointains och skrev därefter ytterligare en handfull romaner. 1990 utkom självbiografin L'Aventure en soi. Inga av hans verk är översatta till svenska (år 2021).

## Verk (urval)
- L’Homme des lointains, roman (Paris: Flammarion, 1960)
- Histoire de la philosophie occulte, essä (Paris: Seghers, 1983)
- Histoire de la littérature érotique, essä (Paris: Seghers, 1989; 1995)
- L'Aventure en soi : autobiographie (Paris: Mercure de France, 1990)